# Tatort: Wie einst Lilly
Wie einst Lilly ist ein Fernsehfilm aus der Krimireihe Tatort, der Ulrich Tukur in der Rolle des LKA-Ermittlers Felix Murot in die Reihe der Tatort-Kommissare einführte. Der vom Hessischen Rundfunk produzierte Beitrag wurde am 28. November 2010 auf Das Erste zum ersten Mal ausgestrahlt.
Murot erhält nach einer ärztlichen Untersuchung Gewissheit darüber, dass er an einem Hirntumor leidet, mit dem er sich arrangieren muss. Der Mordfall, den er im Wissen um diese Diagnose aufzuklären hat, konfrontiert ihn mit der Terrorszene der 1980er Jahre und einem ehemaligen Kollegen vom BKA, der in den Fall involviert ist und dessen Auflösung zu verhindern sucht.

## Handlung
Der LKA-Ermittler Felix Murot wird zu einem Fall hinzugezogen, bei dem ein Toter in einem Boot auf dem Edersee in Hessen aufgefunden wurde. Da die Waffe, mit der sich der Mann gerichtet hat, im Zusammenhang mit terroristischen Aktivitäten der RAF steht, wurde das LKA eingeschaltet. Obwohl es keinerlei Hinweise zur Identität des Toten gibt, hat der Polizeibeamte Alfred Thönnies herausgefunden, dass es sich um Rüdiger Armandt handeln dürfte, der seit zwei Tagen in einer Pension im Ort wohnte. Dies erweist sich jedoch als Trugschluss, da sich der Tote unter falschem Namen in der Pension eingetragen hatte. Murot sieht sich in der Pension um und entschließt sich, für ein paar Tage zu bleiben. Der Fall führt den Hauptkommissar in seine Heimat, sein Vater war hier Pfarrer. Murot erinnert sich an seine Jugendliebe Lilly Maitner. Mit seinem Aufenthalt vor Ort gönnt er sich etwas Ruhe, nachdem bei ihm kurz zuvor ein Hirntumor diagnostiziert worden war, von dem noch nicht bekannt ist, wie er sich entwickeln wird und ob er sich auf Murots Arbeitsfähigkeit auswirkt. Murot leidet bereits seit einiger Zeit an chronischen Kopfschmerzen und gelegentlichen Wahrnehmungsstörungen. Gleichzeitig kann er allerdings auch beobachten, dass sich seine Sinne schärfen. Es scheint, als würde der Tumor Teile seines Gehirns extrem sensibilisieren, was ihn darin bestärkt, sich noch keiner Operation oder aggressiven Bestrahlungen zu unterziehen und nur mit Medikamenten gegen unangenehme Nebenwirkungen vorzugehen.
Bei der Befragung der Wirtin Jana Maitner und der Gäste der Pension findet er heraus, dass das Opfer zum Angeln an den See gekommen war, aber eigentlich gar keine Ahnung davon hatte. Alle persönlichen Gegenstände, die bei der Klärung der Identität des Toten helfen könnten, sind unauffindbar. Ein Papierschnipsel mit Notizen des Opfers ergibt eine Spur zu dem Sensationsreporter Swen Traute, der seit kurzem in Frankfurt vermisst wird. Murot kontaktiert seinen ehemaligen Kollegen Paul Krafft, mit dem er früher beim BKA zusammengearbeitet hat, bevor er zum LKA wechselte. Während Krafft an einen Selbstmord glaubt, hält Murot diesen für fraglich. Wenn Traute tatsächlich, wie Murot vermutet, im Falle des RAF-Anschlags auf Lohmann im Jahre 1984 recherchiert hatte, dürfte das der RAF missfallen haben. Obwohl nichts in den BKA-Unterlagen notiert ist, ist er sich sicher, dass Traute damals mit der RAF sympathisierte und heute mit seinem Wissen als Sensationsreporter sein Geld verdient. Die Blutspuren im Boot lassen durchaus den Schluss zu, dass eine weitere Person anwesend war und der Selbstmord somit ein Mord war.
Murots Sekretärin Magda Wächter hat Trautes Handyverbindungen überprüfen lassen und ist dabei auf eine Kirsten Vegener gestoßen, mit der Traute zwei Stunden vor seinem Tod telefoniert hatte. Als er sie kontaktiert, stellt sich heraus, dass sie die Tochter des Chauffeurs Horst Schäfer ist, der bei dem Attentat auf Lohmann schwer verletzt worden und seither pflegebedürftig ist. Sie ist über seine Artikelarbeit auf Traute gestoßen. Über ihn wollte sie endlich die Schuldigen finden, die für das Leiden ihres Vaters verantwortlich sind. Leider kann Traute ihr nun nicht mehr helfen.
Magda Wächters Recherchen bringen eine Spur zur JVA in Dietz. Dort sitzt das RAF-Mitglied Jan Schultz, den Traute nachweislich gut kannte. Murot versucht ihn zu befragen, doch Schultz schweigt. Eine weitere Spur führt nach Eisenach, bei deren Überprüfung sich herausstellt, dass die dort geborene Jana Maitner schon als Kind gestorben ist. Daraufhin spricht Murot seine Pensionswirtin auf ihre wahre Identität an. Tatsächlich lässt sie ihn wissen, dass sie damals zur Zeit des Anschlags auf Lohmann in der RAF aktiv war. Sie hatte Lohmann wochenlang observiert, doch quälten sie am Ende Skrupel, sodass sie die geplante Aktion an das BKA verriet. Daraufhin wurde sie zum Schutz ins Ausland gebracht und mit einer neuen Identität versehen. Der RAF-Anschlag auf Lohmann fand jedoch statt, woraus Murot den Schluss zieht, dass sein Kollege Krafft den Anschlag damals geduldet und nichts dagegen unternommen hatte. Murot drängt Jana Maitner wegzugehen, da sie sich in großer Gefahr befinde. Traute habe es bereits das Leben gekostet, dass er in der alten Geschichte gegraben habe, und auch sie sei nicht mehr sicher. Noch während Murots Anwesenheit im Raum wird Jana Maitner durchs Fenster von einem Scharfschützen erschossen.
Murot konfrontiert Paul Krafft mit seinem Wissen über die damaligen Machenschaften und versteht nun, warum Krafft damals immer wieder versucht hatte, ihn von seiner Verschwörungstheorie abzubringen. Die Tatsache, dass Murot das Gespräch mit Jana Maitner, das Krafft massiv belastet, mit seinem Diktiergerät aufgenommen hat, veranlasst Krafft, sich am Ende selbst zu richten. Als Murot den Raum verlassen hat, hört er einen Schuss.

## Hintergrund
Der Film wurde vom Hessischen Rundfunk in Frankfurt am Main, am Edersee, in Bad Wildungen, Waldeck und Nieder-Werbe gedreht. 2011 gewann Ulrich Tukur für seine Darstellung in diesem Tatort die Goldene Kamera.

## Rezeption

### Einschaltquoten
Die Erstausstrahlung von Wie einst Lilly am 28. November 2010 wurde in Deutschland von insgesamt 8,66 Millionen Zuschauern gesehen und erreichte einen Marktanteil von 23,60 Prozent für Das Erste.

### Kritik
Rainer Tittelbach von tittelbach.tv schrieb: ‚Wie einst Lilly‘ ist ein „überaus gelungenes "Tatort"-Debüt von Ulrich Tukur. Vielschichtiges Buch, großartig gespielt, atmosphärisch inszeniert, psychologisch und politisch spannend. Überragendes Gastspiel von Martina Gedeck.“
Filmkritiker Tilmann P. Gangloff stellte fest: „Die besondere Faszination der Geschichte beruht auf der geschickten Verquickung aus Gegenwart und Vergangenheit, aus persönlichem Schicksal und jüngerer Zeitgeschichte. […] Die Geschichte ist originell und großartig erzählt […]; viele verblüffende Momente sorgen für eine ganz eigene und eigenartige Stimmung. Gerade Tukur profitiert von einem ausgefeilten Rollenentwurf [und] diverse Nebenfiguren [verleihen] nicht nur der Handlung, sondern auch Murot zusätzliche Komplexität.“
Carsten Heidböhmer bei Stern.de urteilte anerkennend: „Zum 40. Jubiläum hat sich der ‚Tatort‘ einen neuen Ermittler gegönnt - und was für einen! Ulrich Tukur als Felix Murot ist die aufregendste Figur, die die Krimireihe seit Langem zu bieten hat. Dazu war der erste Fall kinoreif in Szene gesetzt. Da störte auch die verworrene RAF-Geschichte nicht.“ Er schrieb weiter: „Es ist faszinierend, wie hier die Grenzen zwischen Realität und Vorstellung ständig verschwimmen. Der Kameramann Bernd Fischer unterstützt diese einzigartige Atmosphäre, indem er bedrückend schöne Bilder einfängt. Wenn der Morgennebel über dem Edersee dampft, wünscht man sich eine große Kinoleinwand anstelle des heimischen Fernseher (sic). Auch das Schauspieler-Ensemble sprengt den Rahmen einer üblichen ‚Tatort‘-Folge.“
Bei Spiegel Online stellte Christian Buß fest: „Keine Frage, der neue hessische ‚Tatort‘ hätte das Zeug dazu, als bizarrste One-Man-Show der Krimireihe in die Fernsehgeschichte einzugehen.“
Josef Seitz bei Focus online sah das Ganze ebenso positiv und meinte: „Der ‚Tatort‘ ist so alt wie die RAF. Der Krimi hat die Wirklichkeit überlebt. Und das war selten so gut wie an diesem Sonntag. […] Die Geschichte gelingt, weil die Darsteller großartig sind. Ulrich Tukur ist eine Idealbesetzung als ein Kriminalbeamter.“
Die Kritiker der Fernsehzeitschrift TV Spielfilm beschrieben diesen Tatort als „grandiose Frischzellenkur, die fasziniert: Regisseur Achim von Borries (‚4 Tage im Mai‘) und sein Star brechen mit vielen ‚Tatort‘-Konventionen, was später in eine Debatte über angeblich zu experimentelle ‚Tatorte‘ mündete“. Das Urteil lautete: „Tukur erobert Neuland für den ‚Tatort‘“